# Twierdzenie o rekurencji uniwersalnej
Twierdzenie o rekurencji uniwersalnej jest twierdzeniem matematycznym pozwalającym w łatwy sposób znajdować ograniczenie asymptotyczne pewnej klasy funkcji zdefiniowanych rekurencyjnie.

## Twierdzenie o rekurencji uniwersalnej
Niech {\displaystyle a>0,b>1,n_{0}>0} będą stałymi niezależnymi od {\displaystyle n} i niech {\displaystyle f(n)} będzie funkcją asymptotycznie nieujemną, czyli przyjmującą wartości nieujemne dla wystarczająco dużych {\displaystyle n}. Jeżeli funkcja {\displaystyle T(n),} dla {\displaystyle n>0} jest zdefiniowana następująco:
{\displaystyle T(n)={\begin{cases}\Theta (1)&{\text{gdy }}0<n<n_{0}\\a\cdot T\left({\frac {n}{b}}\right)+f(n)&{\text{gdy }}n\geqslant n_{0}\end{cases}},}
to:
1. jeżeli istnieje stała {\displaystyle \epsilon >0,} dla której {\displaystyle f(n)=O(n^{\log _{b}a-\epsilon })}, to {\displaystyle T(n)=\Theta (n^{\log _{b}a}),}
2. jeżeli istnieje stała {\displaystyle k} dla której {\displaystyle f(n)=\Theta (n^{\log _{b}a}\log ^{k}n),} to
{\displaystyle T(n)={\begin{cases}\Theta (n^{\log _{b}a})&{\text{gdy }}k<-1\\\Theta (n^{\log _{b}a}\cdot \log \log n)&{\text{gdy }}k=-1\\\Theta (n^{\log _{b}a}\cdot \log ^{k+1}n)&{\text{gdy }}k>-1\end{cases}},}
3. jeżeli istnieje stała {\displaystyle \epsilon >0,} dla której {\displaystyle f(n)=\Omega (n^{\log _{b}a+\epsilon })} i jeżeli dodatkowo spełniony jest warunek regularności, {\displaystyle a\cdot f\left({\frac {n}{b}}\right)\leqslant c\cdot f(n)} dla pewnej stałej {\displaystyle c\in (0,1),} dla dostatecznie dużych {\displaystyle n,} to {\displaystyle T(n)=\Theta (f(n)).}

Tak zdefiniowane funkcje {\displaystyle T} stanowią pewien schemat działania algorytmów typu „dziel i zwyciężaj” – problem o rozmiarze {\displaystyle n} dzielony jest na {\displaystyle a} podproblemów, każdy wielkości {\displaystyle {\frac {n}{b}},} funkcja {\displaystyle f} przedstawia koszt dzielenia problemu, oraz połączenia rozwiązań podproblemów.

## Intuicyjna interpretacja
Przypadki 1 i 3 rekurencji uniwersalnej polegają na rozstrzyganiu, która z funkcji {\displaystyle n^{\log _{b}a}} czy {\displaystyle f(n)} rośnie wielomianowo szybciej, i funkcja ta stanowi wówczas dokładne oszacowanie rekurencji {\displaystyle T(n)}. W przypadku 2 funkcje te rosną w takim samym tempie wielomianowym, jednak z możliwym czynnikiem polilogarytmicznym. {\displaystyle T(n)} ma wówczas rozwiązanie zbliżone do tego wspólnego tempa wzrostu.

## „Dziury” rekurencji uniwersalnej
Twierdzenie o rekurencji uniwersalnej nie wyczerpuje wszystkich przypadków dla rekurencji w powyższej postaci. Nie znajduje ono zastosowania gdy funkcji {\displaystyle f(n)} i {\displaystyle n^{\log _{b}a}} nie da się porównać asymptotycznie, np. gdy dla dowolnie dużych {\displaystyle n}, {\displaystyle f(n)\gg n^{\log _{b}a}} i dla innych dowolnie dużych {\displaystyle n}, {\displaystyle f(n)\ll n^{\log _{b}a}}. W przypadkach 1 i 3 tempa wzrostu funkcji {\displaystyle f(n)} i {\displaystyle n^{\log _{b}a}} muszą różnić się o czynnik wielomianowy. Dodatkowo w przypadku 3 oprócz dominacji asymptotycznej wymagana jest pewna „regularność” funkcji {\displaystyle f(n)}. Intuicyjnie, warunek regularności może nie być spełniony, jeśli funkcja ta rośnie zbyt wolno lokalnie, mimo wystarczającego globalnego tempa wzrostu.

### Przykłady rekurencji nierozwiązywalnych metodą rekurencji uniwersalnej
- {\displaystyle T(n)=-0.5T\left({\frac {n}{2}}\right)+n}
- {\displaystyle T(n)=T\left({\frac {3n}{2}}\right)+n}
- {\displaystyle T(n)=2^{n}T\left({\frac {n}{2}}\right)+n^{n}}
{\displaystyle a} nie jest stałą niezależną od {\displaystyle n}.
- {\displaystyle T(n)=2T\left({\frac {n}{2}}\right)+\sin n}
Funkcja {\displaystyle f(n)=\sin n} nie jest asymptotycznie nieujemna.
- {\displaystyle T(n)=2T\left({\frac {n}{2}}\right)+n^{1+\sin n}}
Zarówno {\displaystyle f(n)=\Omega (n^{1-1})=\Omega (1)} jak i {\displaystyle f(n)=O(n^{1+1})=O(n^{2})} - nie da się więc asymptotycznie porównać {\displaystyle f(n)} i {\displaystyle n^{\log _{b}a}=n}.
- {\displaystyle T(n)=2T\left({\frac {n}{2}}\right)+{\frac {n}{\log _{2}n}}}
Nie jest zachowany wielomianowy wzrost między {\displaystyle f(n)} i {\displaystyle n^{\log _{b}a}}.
- {\displaystyle T(n)=T\left({\frac {n}{2}}\right)+\log _{2}n}
Nie zachodzi warunek regularności:
{\displaystyle a\log _{2}(n/b)=\log _{2}(n/2)=\log _{2}n-1=(1-1/\log _{2}n)\log _{2}n}
Czynnik {\displaystyle 1-1/\log _{2}n} jest mniejszy od 1 dla każdego {\displaystyle n>1}, ale wraz ze wzrostem {\displaystyle n} zbliża się dowolnie do 1, dlatego nie istnieje stała {\displaystyle c<1} taka że {\displaystyle (1-1/\log _{2}n)\log _{2}n<c\log _{2}n}.